# La tempestad
La tempestad és una de les obres de teatre de la companyia La Cubana. Es va estrenar l'abril de 1986 a la Societat Recreativa El Retiro de Sitges dins el Festival Internacional de Teatre. Amb 94 representacions va arribar a més de 85.000 espectadors entre 1986 i 1987. Es basa en l'obra homònima de William Shakespeare, però és una interpretació molt lliure que incorpora els elements identificadors dels espectacles de la companyia: connectant la ficció de l'escenari amb una nova ficció a la platea, fins i tot a l'exterior sempre amb la interacció del públic.
Els autors de l'obra són William Shakespeare, Jordi Millán, Vicky Plana i Josep Maria Perea, i la direcció va córrer a càrrec de Jordi Millán. Els intèrprets van ser Carme Montornés, Jordi Milán, Mercè Comes, Vicky Plana, Mont Plans, Artur Puighibet, Cristina López, Montse Curtiada, Carmeta Milà, Genís Hernández i Josep Antón Celdrán.

## Descripció[7]

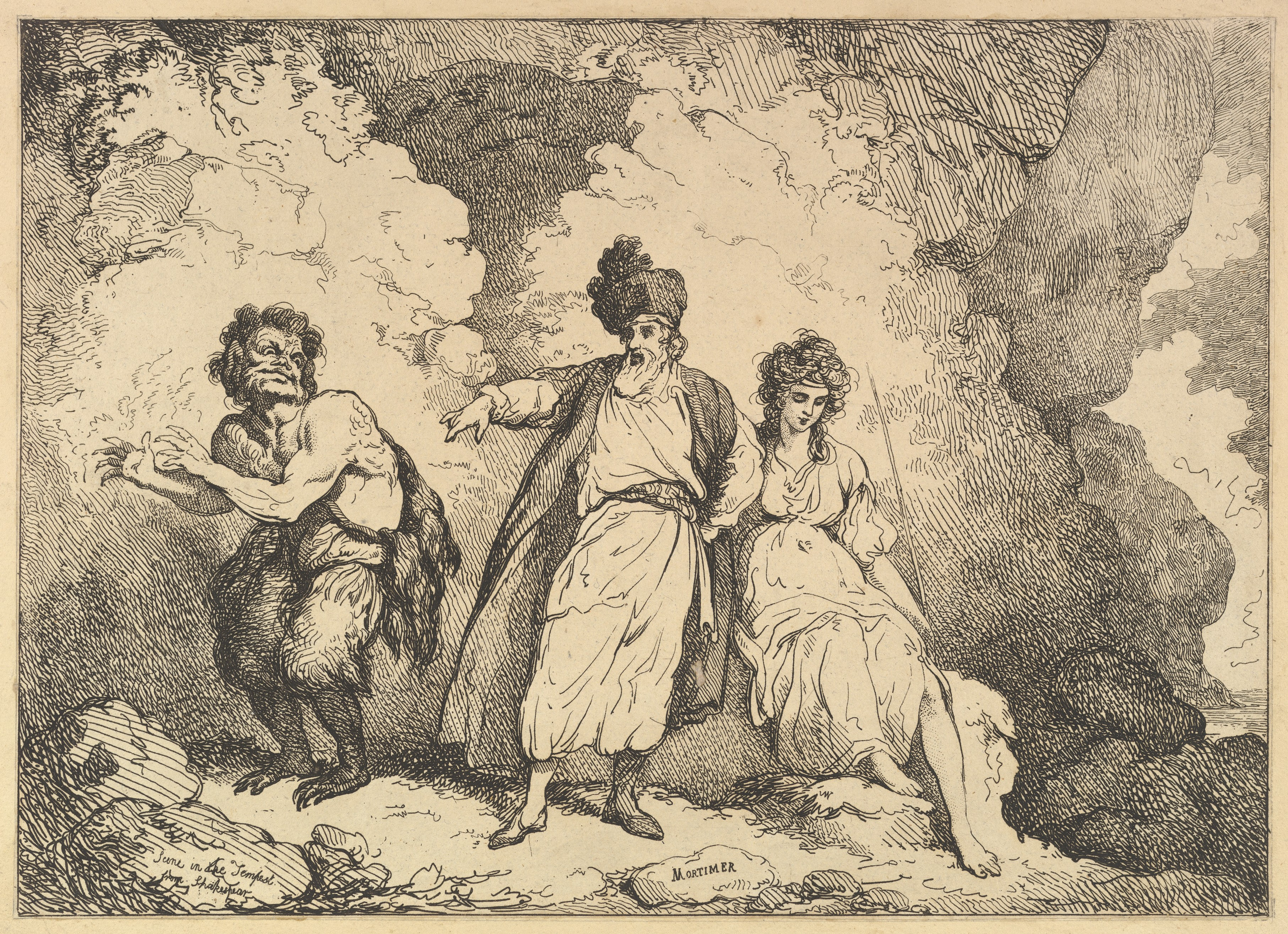
Caliban, Pròsper i Miranda (La tempesta de Shakespeare), segons John Hamilton Mortimer.

Pròsper i la seva filla Miranda, des de l'illa en què es troben desterrats, contemplen la tempesta que fa naufragar el vaixell on viatgen Antoni germà de Pròsper i usurpador del títol de Duc de Milà, Alonso rei de Nàpols, Ferran fill del rei i Sebastià germà del rei, amb els seus criats. Pròsper és un poderós mag que per venjança ha provocat la tempesta i explica a la seva filla el seu origen noble i la traïció del seu germà. La tempesta es fa més intensa.
Mentrestant a la platea, els espectadors van entrant, a les fosques, amb el so de trons i llampecs, i busquen els seus seients. Alguns actors que seuen entre el públic fan soroll i molesten, els acomodadors intenten mantenir l'ordre.
A l'escenari Pròsper i la seva filla Miranda reben a Ariel, un esperit que només veu Pròsper, i gesticulen i declamen el seu text, mentre veuen entrar a la sala de butaques una nova espectadora que arriba del carrer ben xopa. Es treu la roba mullada i l'escorre enmig del passadís. Marxa el llum i queden a les fosques.

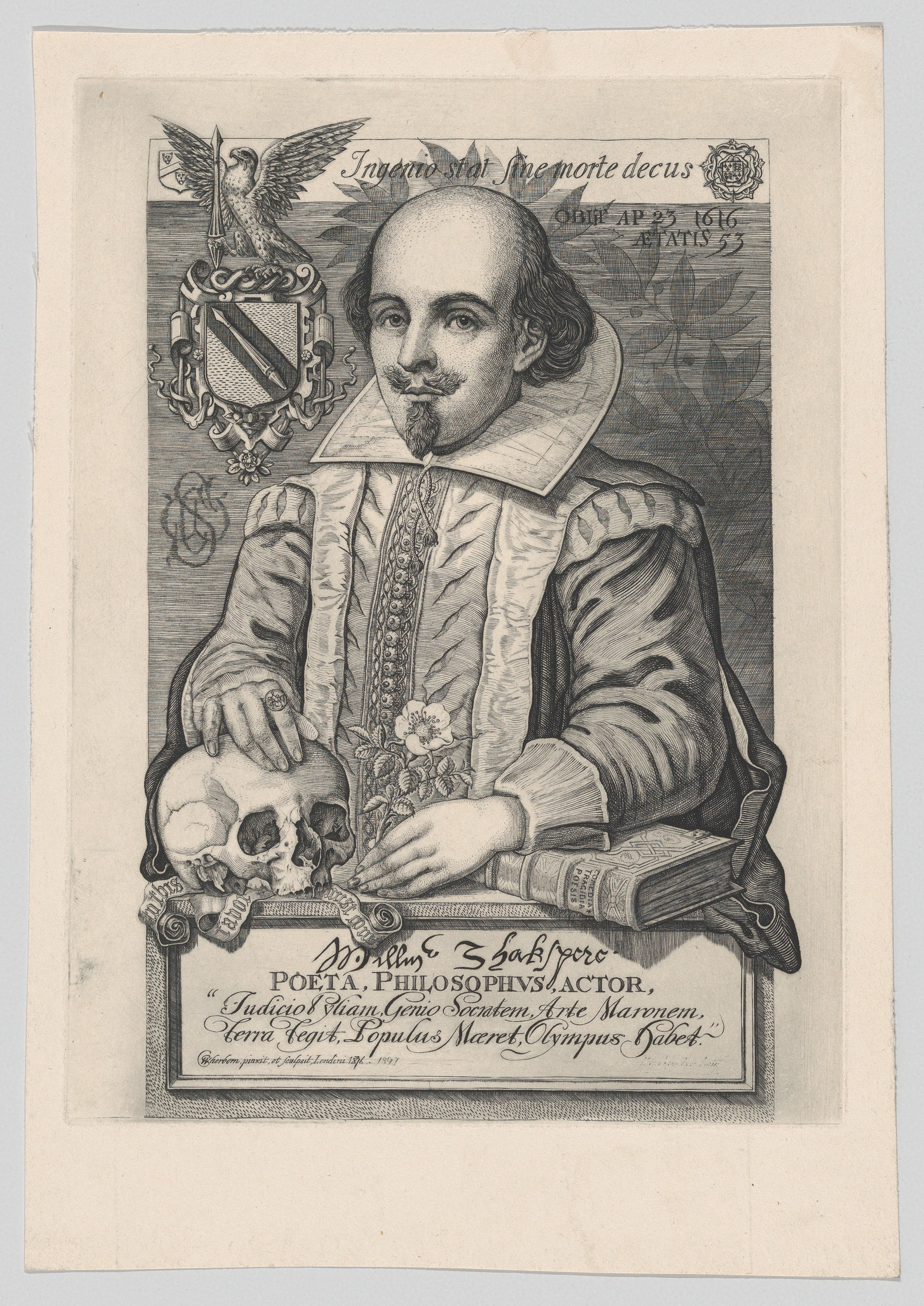
William Shakespeare

Torna el llum i es reprèn a funció. A fora la pluja s'intensifica encara més. Els actors continuen el seu text fins que la llum marxa definitivament i se suspèn l'espectacle.
Els espectadors, els actors i els empleats de la sala han quedat tancats al teatre, perquè la gran tempesta evocada per Pròsper amenaça Sitges i tot Catalunya. Es preparen per passar el temps que calgui fins que els puguin venir a rescatar.
Reparteixen impermeables de colors, despleguen matalassos per poder estirar-se i dormir, circulen paperetes per confessions exprés, reparteixen gots de plàstics i pastilles que faran que el pipí es pugui reciclar en aigua potable, televisions on seguir les notícies de l'exterior, i organitzen tómboles, festivals i processons als sants i santes.
Finalment, quan arriben les forces de protecció civil, organitzen l'evacuació i tots poden retornar a casa.